# بند ریگ
'بند ریگ' یا 'بیابان بند ریگ' یا 'کویر بند ریگ' یکی بیابانهای بزرگ مرکزی ایران است و سه ناحیه کویر مرنجاب، پشت ریگ، ریگ بلند را شامل می‌شود.
بیابان بند ریگ نوار عظیمی به شکل نعل اسب (دهانه آن رو به مشرق) است که از جزیره سرگردان در دریاچه نمک شروع شده و تا ابوزیدآباد ادامه یافته‌است.
این بیابان با ریگزار گسترده و ماسه‌های روان، از شمال به کویر مرنجاب و دریاچه نمک از غرب به شهر آران و بیدگل و کاشان و از جنوب به ابوزیدآباد از شرق به بیابان پشت ریگ محدود می‌شود.
این بیابان بخشی از منطقه خشک و نیمه خشک جهان در عرض‌های ۲۰ تا ۴۵ درجه شمالی و جنوبی است و در آن توده‌های بزرگی از ماسه‌های بادی در نقاط مختلفی متراکم شده‌اند. این توده‌های ماسه‌ای در اصطلاح محلی ریگ یا رمل نامیده می‌شوند. محدوده تپه ماسه‌ای بند ریگ، واقع در چاله مسیله و در جنوب دریاچه نمک می‌باشد.
بند ریگ یکی از مجموعه‌های پیچیده تپه‌های ماسه‌ای ایران به‌شمار می‌رود. مناطق حاشیه‌ای بند ریگ به دلیل وزش بادهای فرساینده، همواره با مشکلات انتقال ماسه‌های روان مواجه است. بر اساس شاخص لنکستر (Nicholas Lancaster)، سرعت آستانه فرسایش بادی برابر ۱۲ گره در نظر گرفته شد.
در بیشتر تپه‌های ماسه‌ای بند ریگ از نوع «فعال» بوده و تنها بخش کوچکی در شمال و بخشی در جنوب آن، دارای تپه‌های ماسه‌ای «بسیار فعال» است و در حاشیه غربی آن، فقط نوک تپه‌ها فعالند.

## پوشش گیاهی
هندوانه دیمی در منطقه چاله سنبک در دل بند ریگ، کاشت می‌شود.
در ریگزارهای بند ریگ، به صورت لکه ای و منقطع رویش گیاه دم گاوی (Smirnovia iranica) نیز دیده می‌شود.